# Aartsbisdom Zagreb
Het aartsbisdom Zagreb is een rooms-katholiek aartsbisdom in Kroatië. Josip Bozanić was van 1997 tot 2023 aartsbisschop van Zagreb. De kathedraal van Zagreb is opgedragen aan Maria-Tenhemelopneming en de heilige koningen Stefanus I van Hongarije en Ladislaus I van Hongarije.